# 5173 Stjerneborg
5173 Stjerneborg este un asteroid din centura principală de asteroizi.

## Descriere
5173 Stjerneborg este un asteroid din centura principală de asteroizi. A fost descoperit pe 13 martie 1988 la Brorfelde de Poul Jensen. El prezintă o orbită caracterizată de o semiaxă mare de 2,66 ua, o excentricitate de 0,19 și o înclinație de 11,8° în raport cu ecliptica.